# ناحیه شالگوتاریان
ناحیهٔ شالگوتاریان (به مجاری: Salgótarjáni járás) یک ناحیه در مجارستان است که در نوگراد واقع شده‌است. ناحیهٔ شالگوتاریان ۵۲۵٫۲۳ کیلومتر مربع مساحت و ۶۴٬۶۰۱ نفر جمعیت دارد.